# Taraxella
Taraxella  (лат.) — род пауков из семейства пауков-скакунов. 5 видов. Вершина карапакса оранжево-коричневая (вокруг глаз чёрные).

## Распространение
Юго-восточная Азия.

## Классификация
Выделяют 5 видов.
- Taraxella hillyardi Wanless, 1987 — Малайзия
- Taraxella petrensis Wanless, 1987 — Суматра
- Taraxella reinholdae Wanless, 1987 — Калимантан
- Taraxella solitaria Wanless, 1984 — Калимантан typus
- Taraxella sumatrana Wanless, 1987 — Суматра